# Кетрін Дуска
Кетрін Дуска (фр. Katerine Duska; або Катерина Душка грец. Κατερίνα Ντούσκα; нар. 6 листопада 1989, Монреаль, Канада) — греко-канадська співачка та авторка пісень. Вона представляла Грецію на 64-му пісенному конкурсі «Євробачення» з піснею «Better Love».

## Життя і творчість
Кетрін Дуска народилася в канадському місті Монреалі в родині грецьких емігрантів, коли її було 16 років батьки вирішили повернутися до Афін.
Дуска почала свою музичну кар'єру в 2014 році, працюючи разом зі шведським музикантом та співаком Альбіном Лі Мельдау над створення свого альбому. Вона випустила свій дебютний альбом у 2015 році під назвою «Embodiment».
У 2018 році вона виступила з концертом в Афінському концерт-холлі «Мегарон», де вона виконала пісні з дебютного альбому. Того ж року її пісня «Fire Away» стала саундтреком канадської реклами «Nescafé».

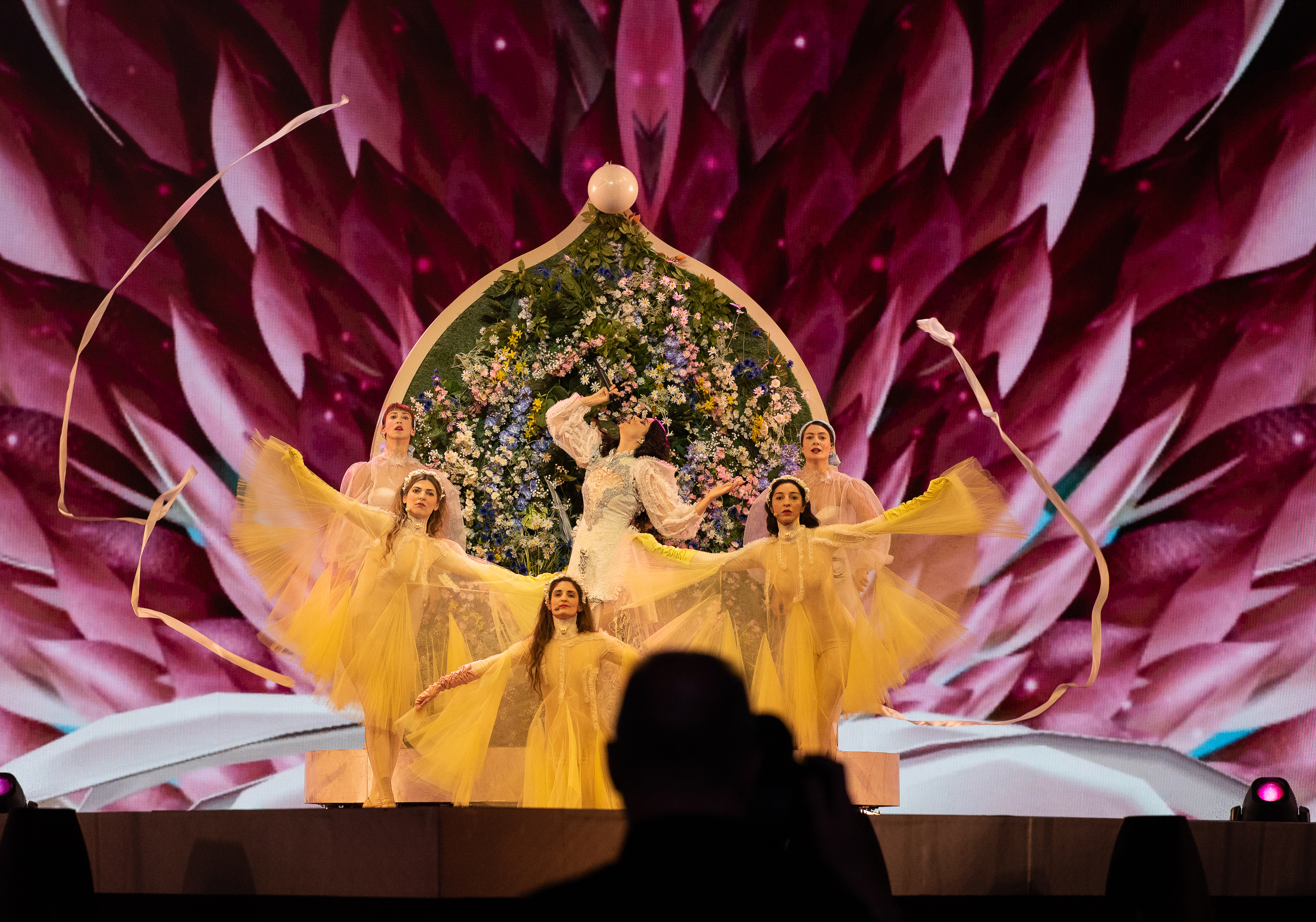
Дуска на сцені «Євробачення-2019», у Тель-Авіві

14 лютого 2019 року стало відомо що Дуска представить Грецію на 64-му пісенному конкурсі «Євробачення». 6 березня відбулася прем'єра конкурсної пісні «Better Love», яку вона написала спільно з грецький автор-виконавець Leon of Athens (Тимолеон Вереміс) та шотландський автор-виконавець Девід Снеддон. 14 травня 2019 року вона виступила у першому півфіналі «Євробачення», де зайняла п'яте місце, а вже 18 травня у фіналі зайняла 21-е місце.
У січні 2020 року вийшла дуетна композиція Дуски та Leon of Athens — «Anemos» (грец. Ανεμος), яка стала першою грекомовною піснею написаною у співпраці двох артистів.

## Дискографія

### Студійні альбоми
| Назва      | Деталі альбому                                                           |
| ---------- | ------------------------------------------------------------------------ |
| Embodiment | - Дата: 4 грудня 2015 року - Поширення: Minos ЕМІ - Формати: CD, Digital |

### Сингли
| «One In A Million»                                                | 2014 | —  | Embodiment   |
| «Won't Leave»                                                     | 2015 | —  | Embodiment   |
| «Better Love»                                                     | 2019 | 18 | В очікуванні |
| «Anemos»                                                          | 2020 | —  | В очікуванні |
| «—» позначає сингл, який не ввійшов у чарти або не був випущений. |      |    |              |